# Rod Snow
Gerald Arthur Rod Snow (Terranova y Labrador, 1 de mayo de 1970) es un ex–jugador canadiense de rugby que se desempeñaba como pilar.

## Selección nacional
Fue convocado a los Canucks por primera vez en marzo de 1995 para enfrentar a los Pumas y disputó su último partido en septiembre de 2007 ante los Wallabies. En total jugó 62 partidos y marcó ocho tries para un total de 40 puntos.

### Participaciones en Copas del Mundo
Disputó las Copas del Mundo de Sudáfrica 1995, Gales 1999, Australia 2003 y Francia 2007, donde los Canucks fueron eliminados en fase de grupos en todos los torneos.
| Mundial                       | Sede      | Resultado    | PJ | Tries |
| ----------------------------- | --------- | ------------ | -- | ----- |
| Copa Mundial de Rugby de 1995 | Sudáfrica | Primera fase | 3  | 1     |
| Copa Mundial de Rugby de 1999 | Gales     | Primera fase | 3  | 2     |
| Copa Mundial de Rugby de 2003 | Australia | Primera fase | 4  | 0     |
| Copa Mundial de Rugby de 2007 | Francia   | Primera fase | 4  | 0     |

## Palmarés
- Campeón de la Premier Division de Gales de 2003-04.
- Campeón de la Copa de Gales de Rugby de 2001.